# Lionel Heald
Lionel Frederick Heald, (7 août 1897 - 8 novembre 1981, Chilworth, Surrey) est un avocat britannique et homme politique du Parti conservateur. 

## Biographie
Heald est né à Parrs Wood, Didsbury (aujourd'hui banlieue sud de Manchester), Lancashire. Il fait ses études à Charterhouse School, puis sert en France et en Italie pendant la Première Guerre mondiale dans le Royal Engineers et reçoit la médaille de bronze italienne de la vaillance militaire. Après la démobilisation, il est allé à Christ Church, Oxford, étudiant les Literae Humaniores et obtenant son diplôme avec un BA en 1920.
Il est admis au Barreau du Middle Temple en 1923 et étudie avec Donald Somervell et Stafford Cripps. Heald est avocat-conseil auprès du Board of Trade de 1931 à 1937, date à laquelle il est nommé Conseiller de la reine. Il est conseiller d'arrondissement de St Pancras de 1934 à 1937. Pendant la Seconde Guerre mondiale, il sert dans la Réserve des volontaires de la Royal Air Force et atteint le grade de commodore de l'air. 
Aux élections générales de 1950, Heald est élu député de la circonscription de Chertsey dans le Surrey, après avoir été battu à St Pancras South West aux élections générales de 1945. Il occupe le siège jusqu'à sa retraite aux élections générales de 1970. 
Heald présente le Common Informers Act 1951 comme projet de loi d'initiative parlementaire. 
Heald est procureur général du gouvernement de Winston Churchill de 1951 à 1954, recevant la chevalerie coutumière. Il dirige les poursuites contre John Christie et l'empoisonneuse Louisa May Merrifield en 1953. Il est nommé conseiller privé en 1954. Après sa démission de son poste de procureur général, il retourne à l'arrière-ban et prend sa retraite de la Chambre des communes en 1970. Il aide Margaret Thatcher à présenter le Public Bodies (Admission to Meetings) Act 1960, semblable à un projet de loi qu'il a proposé des années plus tôt, dans son discours inaugural.

## Famille
Heald épouse Flavia Forbes, la fille cadette du lieutenant-colonel James Stewart Forbes et Lady Angela Forbes, le 9 avril 1923, et divorce en juin 1928, en raison de son adultère avec le capitaine James Roy Notter Garton. 
Le 15 mai 1929, il épouse Daphné Constance Price, fille de Montagu W. Price, président de la Bourse de Londres et par sa mère, une nièce d'Edith Villiers, comtesse de Lytton. Ils vivent à Chilworth Manor, Surrey. Lady Heald suit une formation au Queen's Nursing Institute avant son mariage et, à partir de 1950, elle devient vice-présidente du Royal College of Nursing. Elle est présidente du National Gardens Scheme de 1951 à 1979 et ouvre les jardins de Chilworth pour des événements de collecte de fonds pour Marie Curie Cancer Care et d'autres associations caritatives médicales. Elle est nommée CBE en 1976. Lady Heald est décédée le 14 août 2004, âgée de 99 ans. 
Fille de Heald de son premier mariage, Susan est l'une des secrétaires qui ont tapé les versions anglaises des Actes de capitulation du Troisième Reich à la fin de la Seconde Guerre mondiale. Sa fille Elizabeth épouse le colonel George Lane en 1963. 